# Маргарита де Суассон
Маргарита де Нель (Marguerite de Nesle) (ок. 1306 — октябрь 1350) — графиня Суассона и дама де Шиме с момента рождения до 1344.

## Биография
Дочь (единственный ребёнок) Гуго II, графа Суассона и сеньора Шиме, умершего между октябрём 1305 и февралём 1306 г. Родилась после смерти отца.
В начале января 1317 года вышла замуж за Жана д’Авена (Жана де Эно), сеньора де Бомон (ум. 1356), сына графа Эно Жана II.
Жан де Бомон в качестве консорта стал графом Суассона. С первых дней Столетней войны он принял сторону Англии, и король Франции Филипп VI объявил его французские владения конфискованными. Но по перемирию от 02.09.1340 они были возвращены.
В 1344 году с согласия мужа и чтобы обезопасить их от повторной конфискации, Маргарита уступила Суассон и Шиме дочери и зятю - Луи I де Шатильону, племяннику Филиппа VI.
Дети:
- Жан де Бомон, канонник в Камбре
- Жанна де Бомон (1323 — 16/31.12.1350), графиня Суассона и дама де Шиме в октябре-декабре 1350. Умерла от чумы. Первый муж (с 5/10 ноября 1336) — Луи I де Шатильон, граф де Блуа (погиб в битве при Креси 26 августа 1346). Второй муж (свадьба до 13 февраля 1348) — Гильом I Богатый (1324—1391), маркиз Намюра. Сын Жанны Ги II де Блуа-Шатильон (ум. 22 декабря 1397), граф Суассона в 1350—1367, граф Блуа и Дюнуа с 1381, в 1367 году был вынужден отдать Суассон королю Англии Эдуарду III, который передал его Ангеррану VII де Куси.
- Гильом де Бомон, канонник в Камбре, Ле Мане и Бове
- Амори де Бомон, канонник в Камбре, Доле и Туре
- Рено де Бомон, канонник в Камбре.